# De Put (Leiden)
Molen De Put aan het Galgewater in de Nederlandse stad Leiden is een uit 1987 stammende replica van de standerdmolen van Jan Jansenzoon Put.
Deze oorspronkelijke molen stamde uit 1619, waarna de eerste molen in 1640 afbrandde. Nadat de houten korenmolen daarna weer was opgebouwd, moest deze in 1729 wijken voor een stenen stellingmolen gelijk molen De Valk. Deze molen, die de naam De Coornbloem / De Korenbloem / De Korenmolen (walmolen) droeg, werd in 1817 gesloopt. Archeologen ontdekten in 1982 de funderingen van het achthoekige molenbolwerk. In 1983 werd in het kader van het 25-jarig bestaan van de Rijnlandse Molenstichting het idee geopperd om op het oude bastion een standerdmolen te bouwen. Dit idee werd uiteindelijk vier jaar later verwezenlijkt. De molen heeft één maalkoppel met 17er, 150 cm doorsnede, kunststenen.
Naast de molen ligt de Rembrandtbrug, eveneens een replica uit dezelfde tijdsperiode, gebouwd in 1983.
De 7 meter lange en 70 cm dikke standerd is gemaakt van een 300 jaar oude eik afkomstig van een landgoed in Delden, Overijssel. Boven op de standerd ligt een bronzen plaat, waardoor het kruien, het op de wind zetten, lichter gaat. Gesmeerd wordt via een staufferpot. De gesloten voet heeft stenen muren. 
Het gevlucht is Oud-Hollands en de roeden zijn gemaakt door de firma Derckx in 1987. De binnenroede met nummer 538 is 24,05 m lang. De buitenroede met nummer 537 is 24,20 m lang. De houten, eiken bovenas heeft een gietijzeren insteekkop, die gegoten is in 1986 door de gieterij Hardinxsveld-Giessendam en heeft het opschrift:
```
STICHTING MOLEN

  DE PUT

     HERBOUW

          1986
```

Het nummer van de askop is 11. De pen van de bovenas is bedekt met schenen.
De molen wordt gevangen, stilgezet, met een scharnierende Vlaamse vang, die bediend wordt via een vangtrommel. De vang bestaat uit vier vangblokken van wilgenhout. De vangbalk heeft een kneppel.
Het bovenwiel wordt tegen het achteruit draaien gezekerd met een pal.
Het luiwerk is, zoals op alle standerdmolens, een kammenluiwerk.

## Overbrengingen
- De overbrengingsverhouding is 1 : 5,07.
- Het bovenwiel heeft 71 kammen en de steenschijfloop heeft 14 staven. De steek, de afstand tussen de staven, is ... cm.

## Onderhoud
Al na een paar jaar ging de kast naar voren hangen en vertoonde de zakkende staartbalk scheuren. In 1991 volgde het eerste groot onderhoud, waarbij de gescheurde halssteen en door houtworm aangetaste planken werden vervangen en de kast rechtgezet. Het stenen halslager werd vervangen door een bronzen halslager. In 1994 werd de gescheurde standerd met kunsthars en een stalen band verstevigd. Eind 1998 werd op de kap dakleer geplaatst en enkele door houtworm aangetaste balken vervangen. Ook werd het bovenwiel verstevigd. In 2000 werden de verrotte delen van de wieken vervangen. Eind 2001 is de trap uiteindelijk helemaal vervangen door een zwaardere. In 2009 volgde weer een groot onderhoud, werd de molen geschilderd en een rubberen laag op de kap aangebracht.

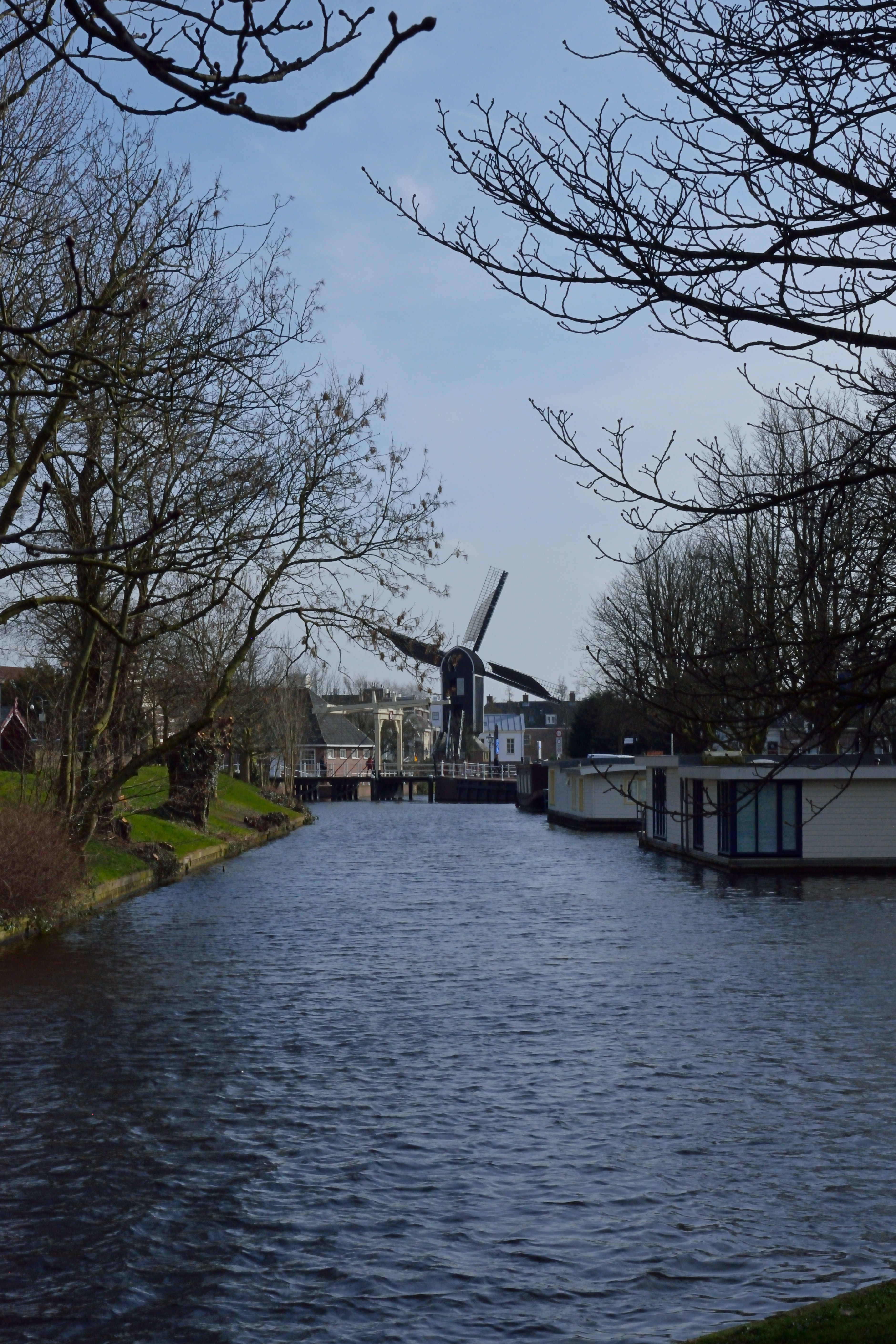
Maart 2016
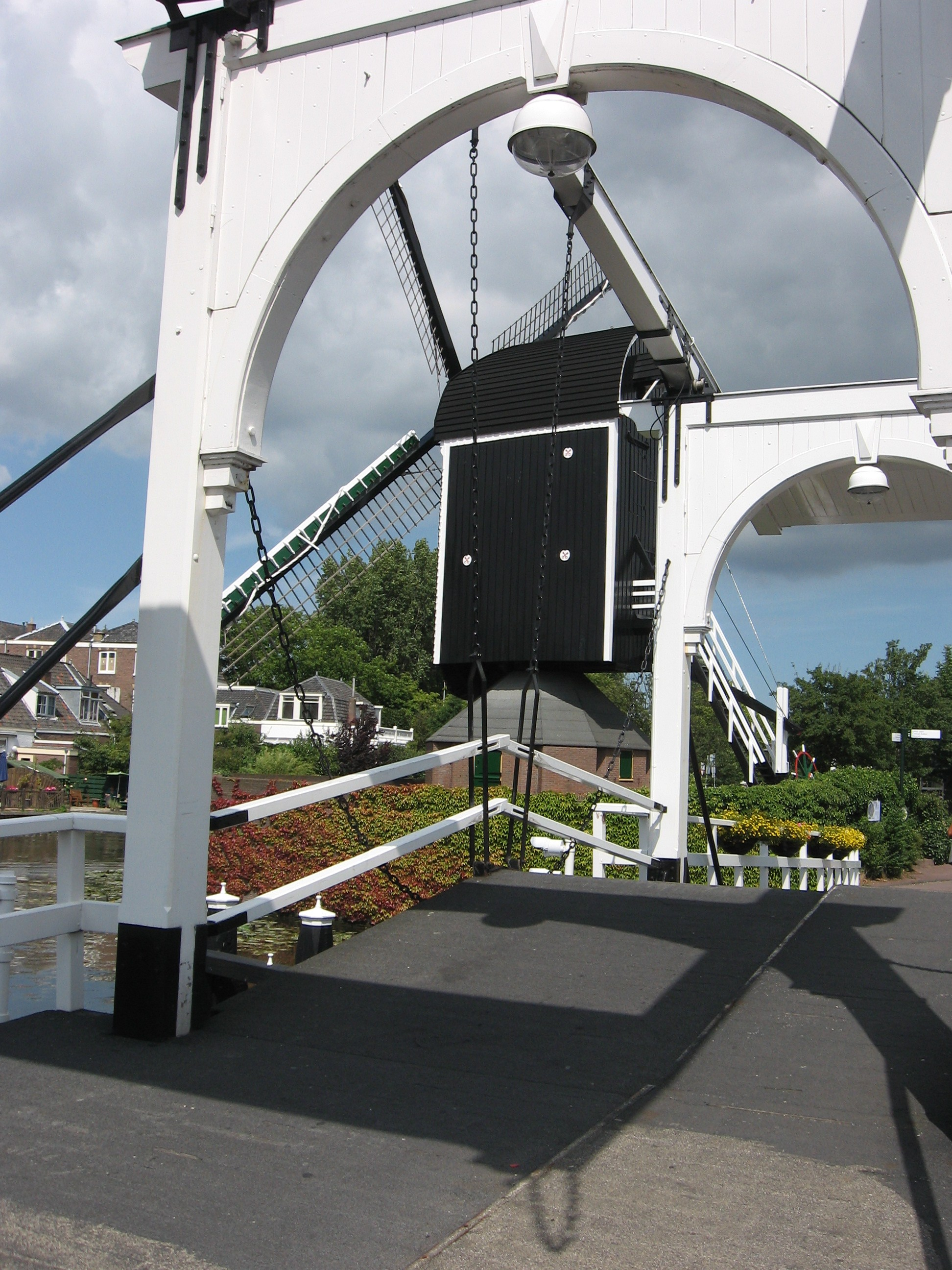
Rembrandtbrug
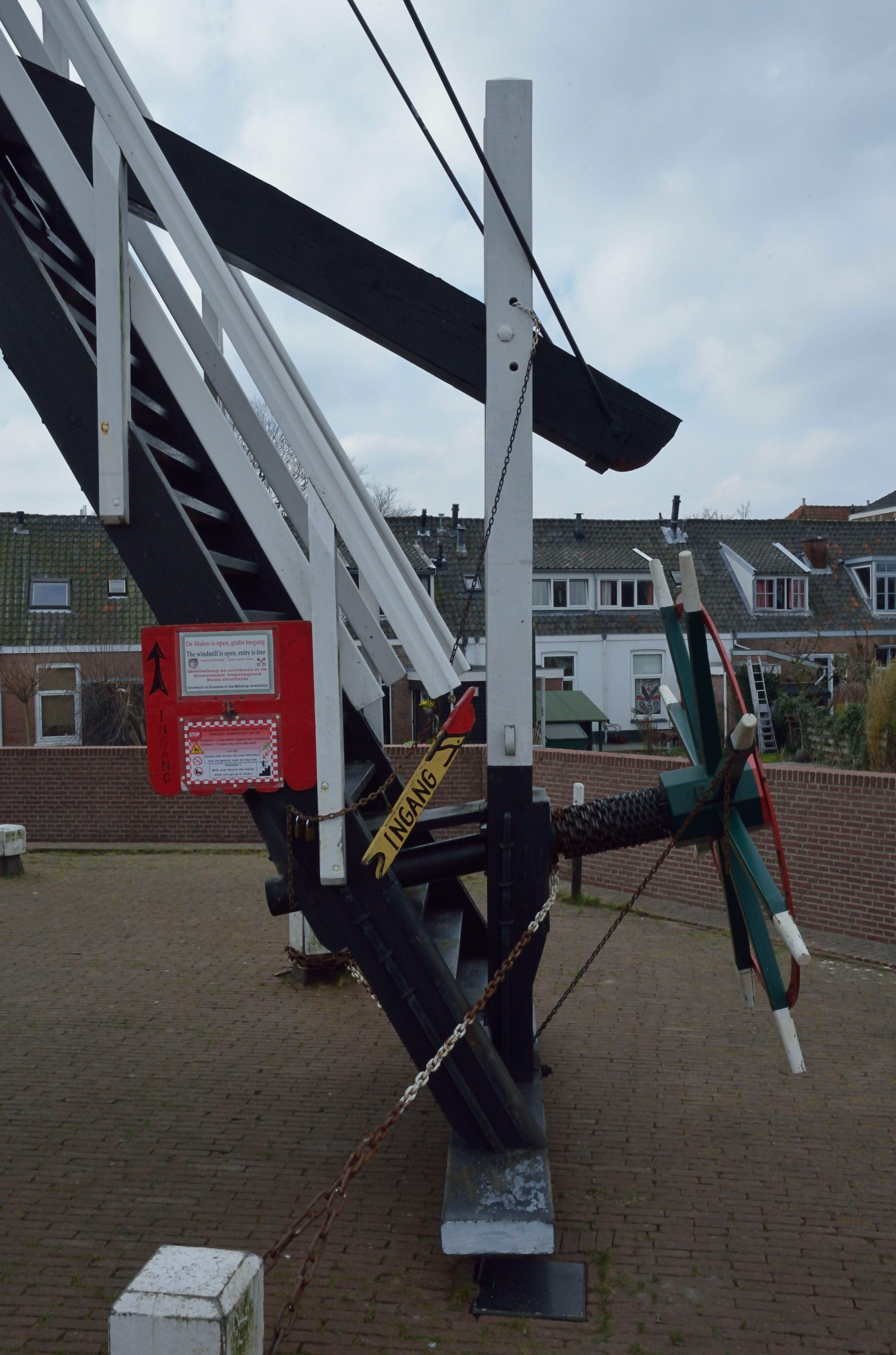
Trap
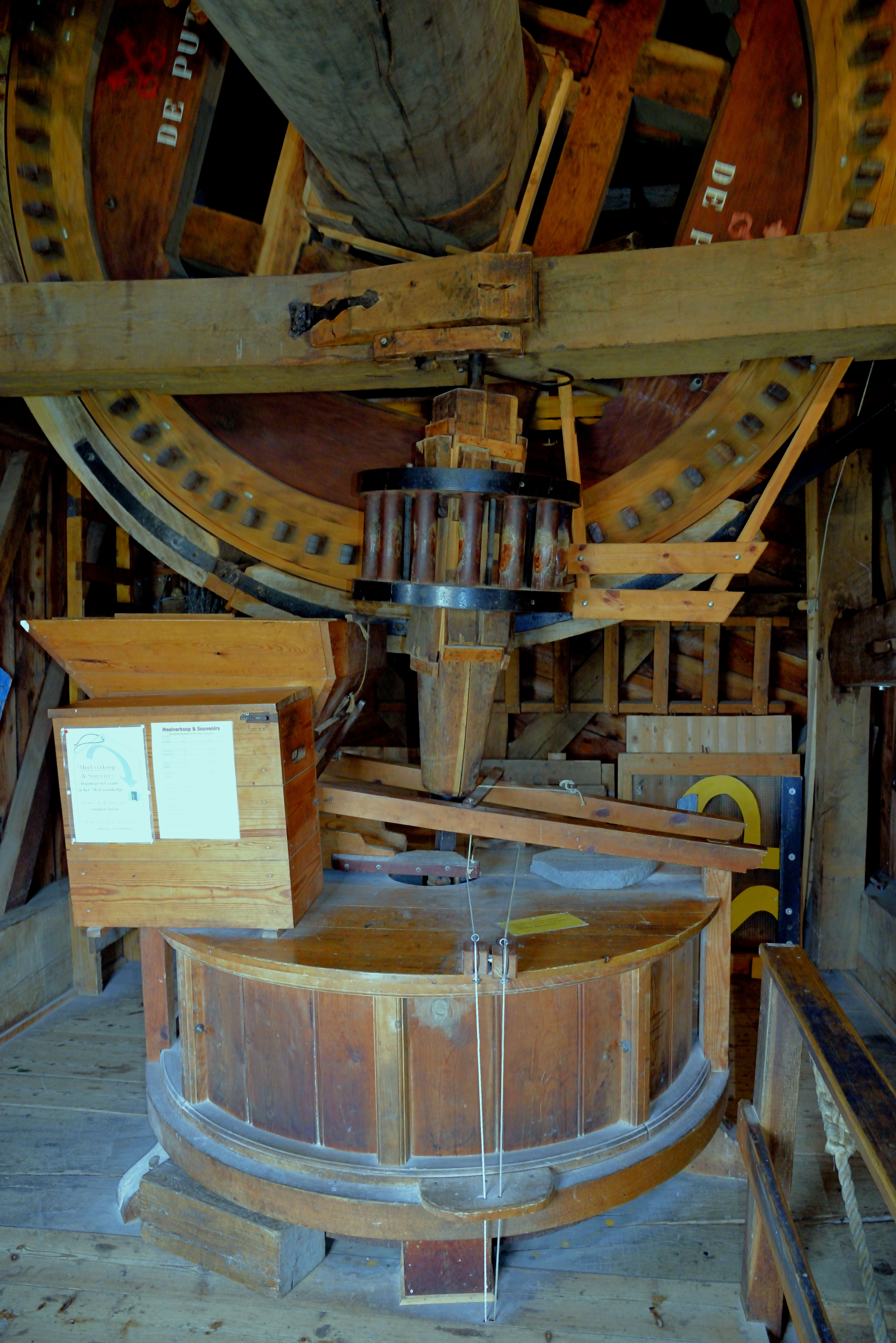
Maalkoppel
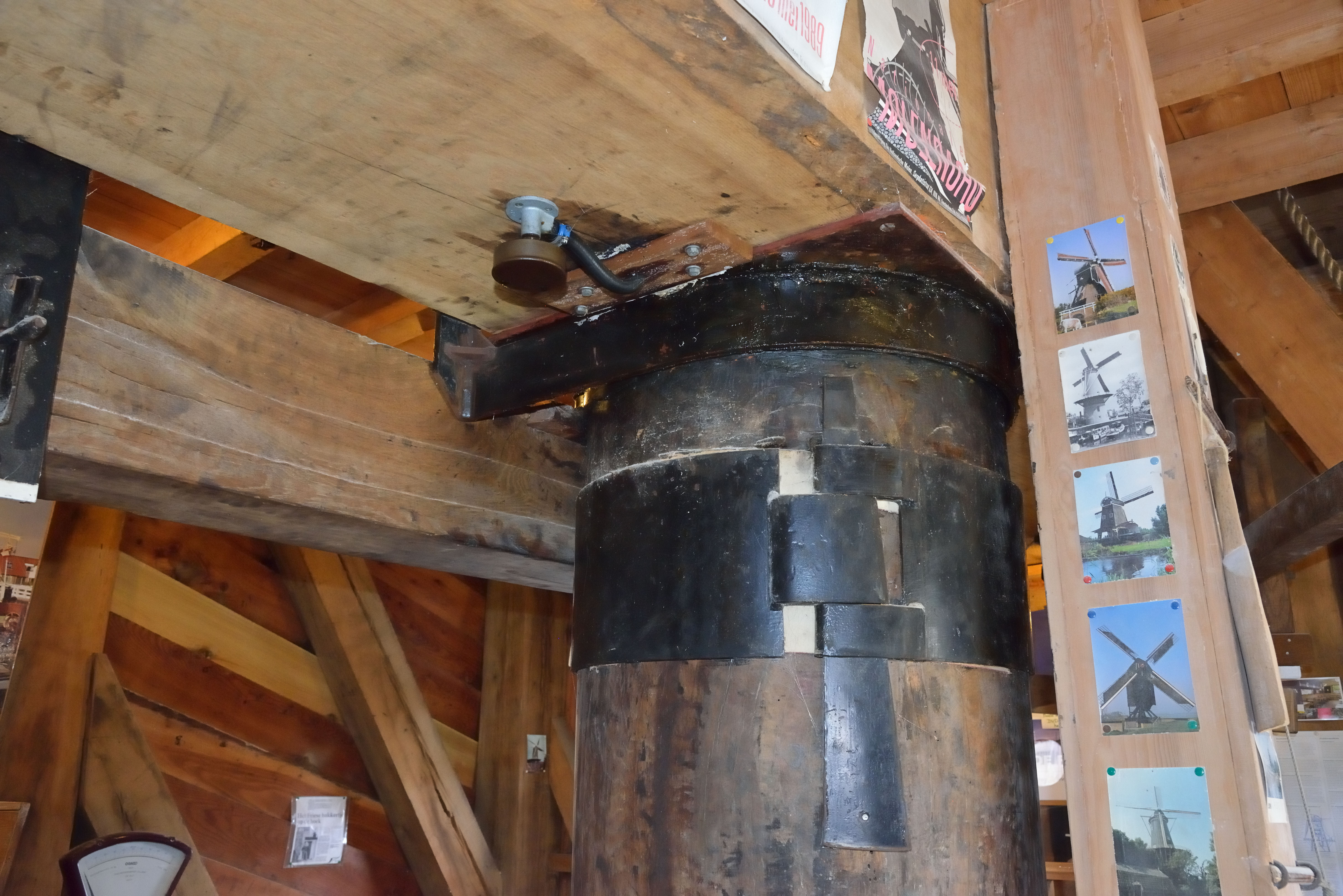
Bovenkant standerd
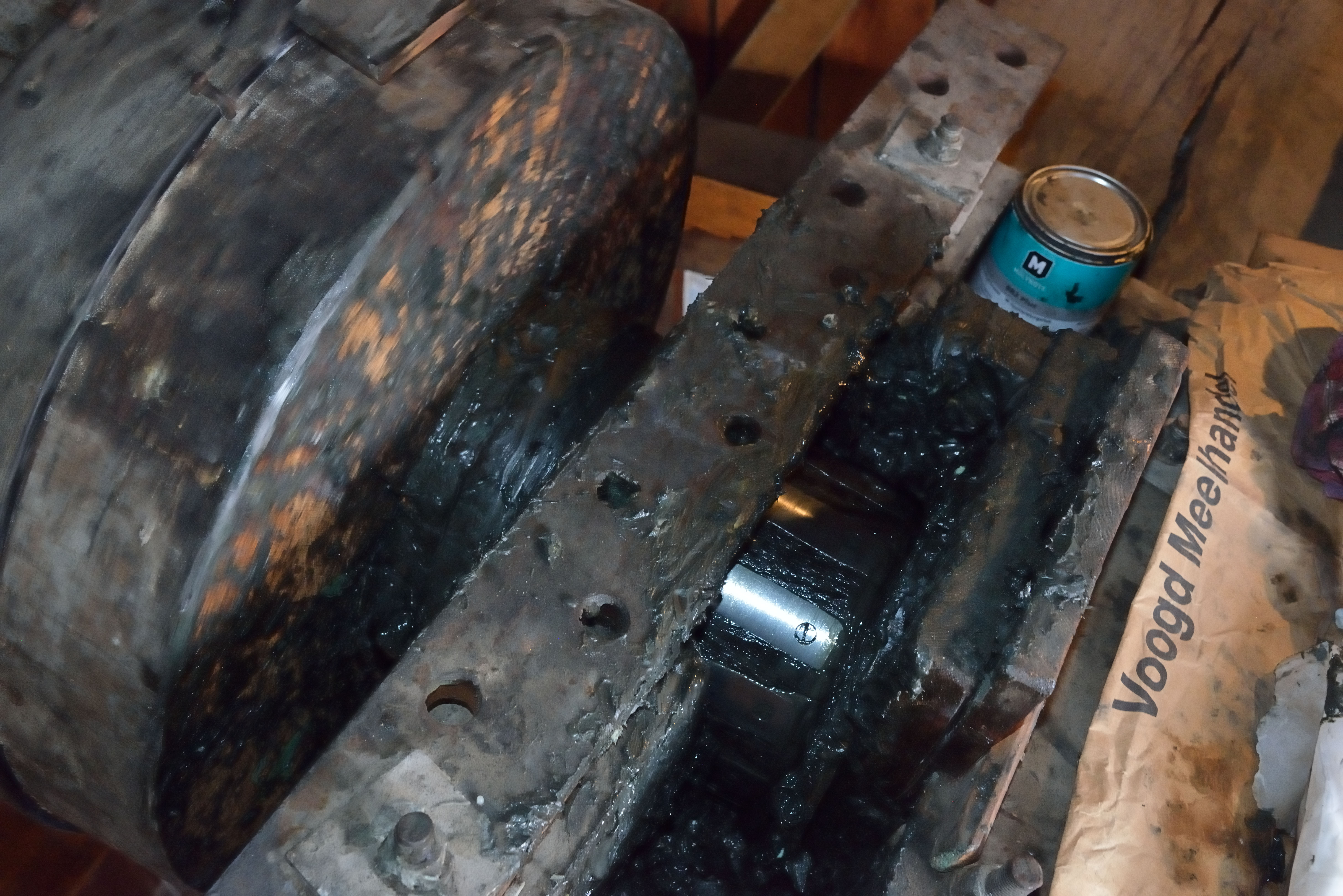
Pen bovenas
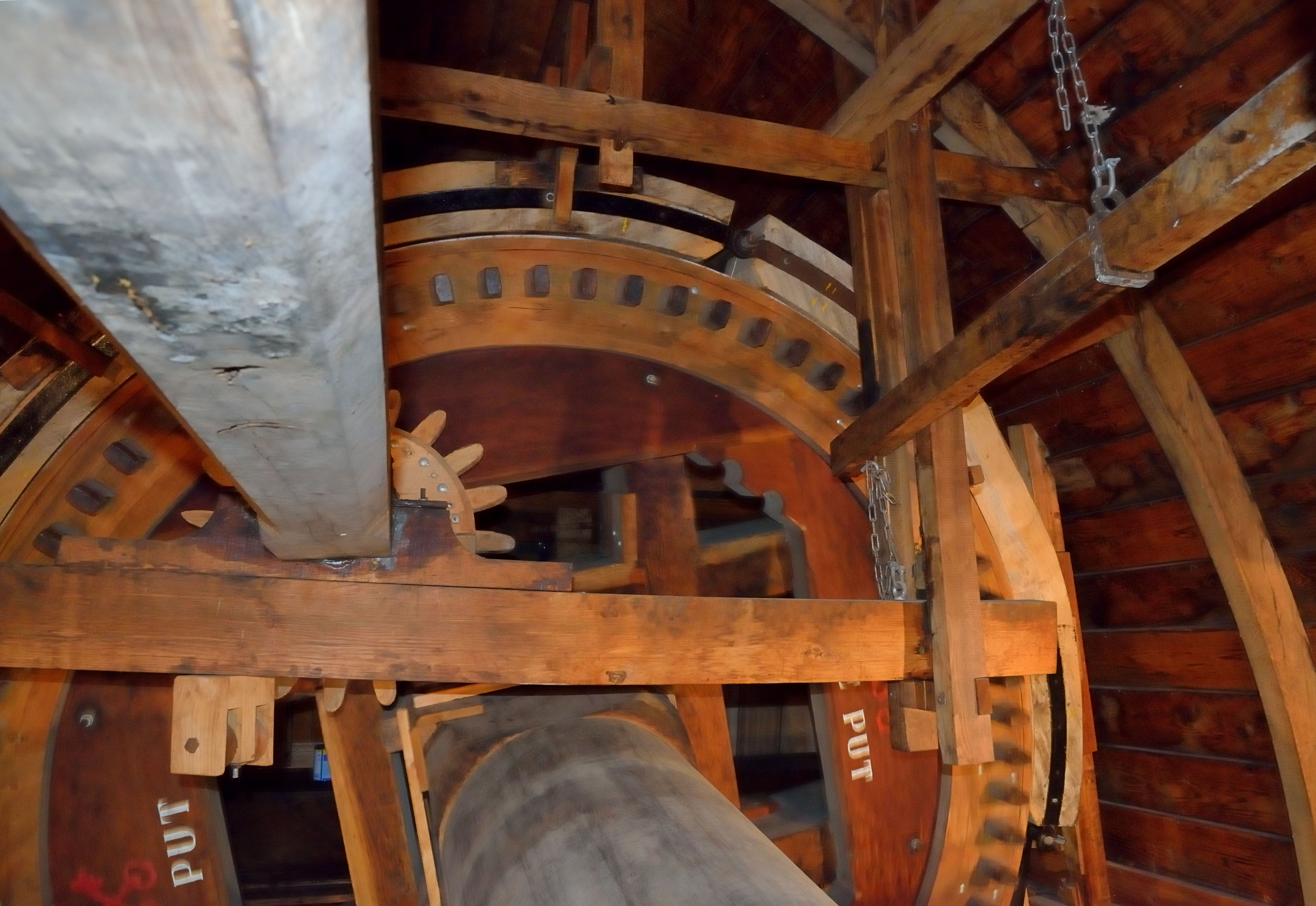
Varkenswiel luiwerk
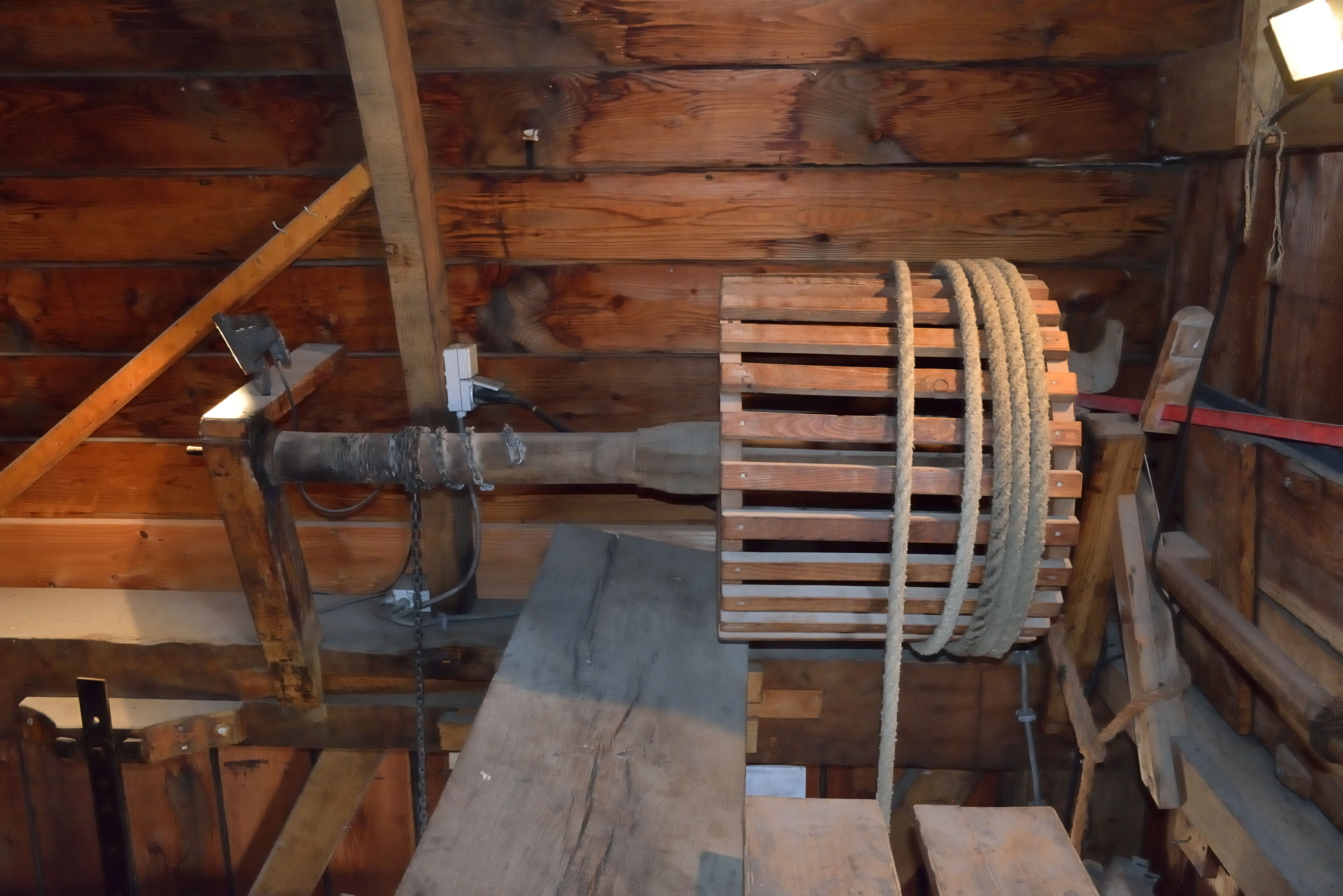
Vangtrommel
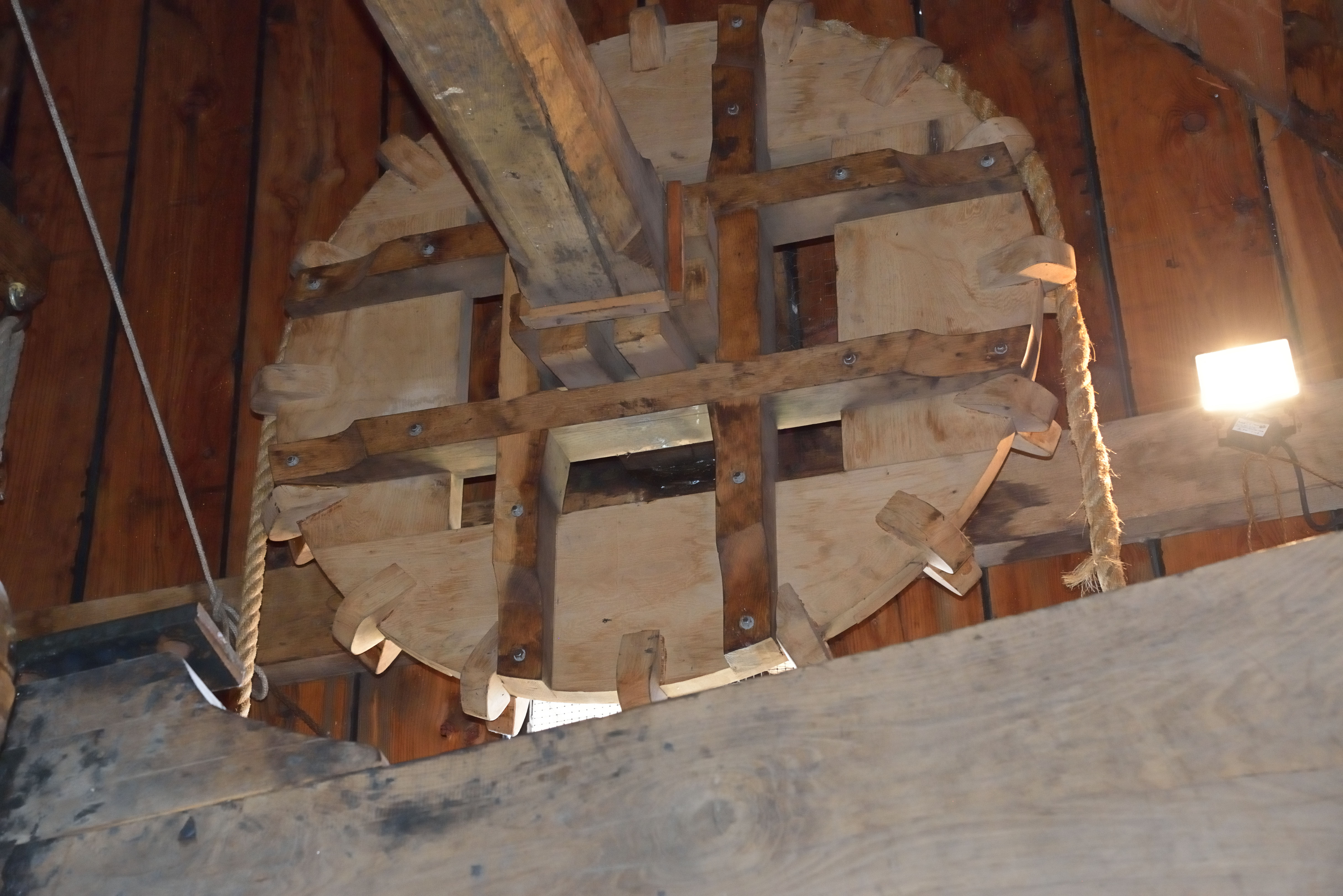
Gaffelwiel
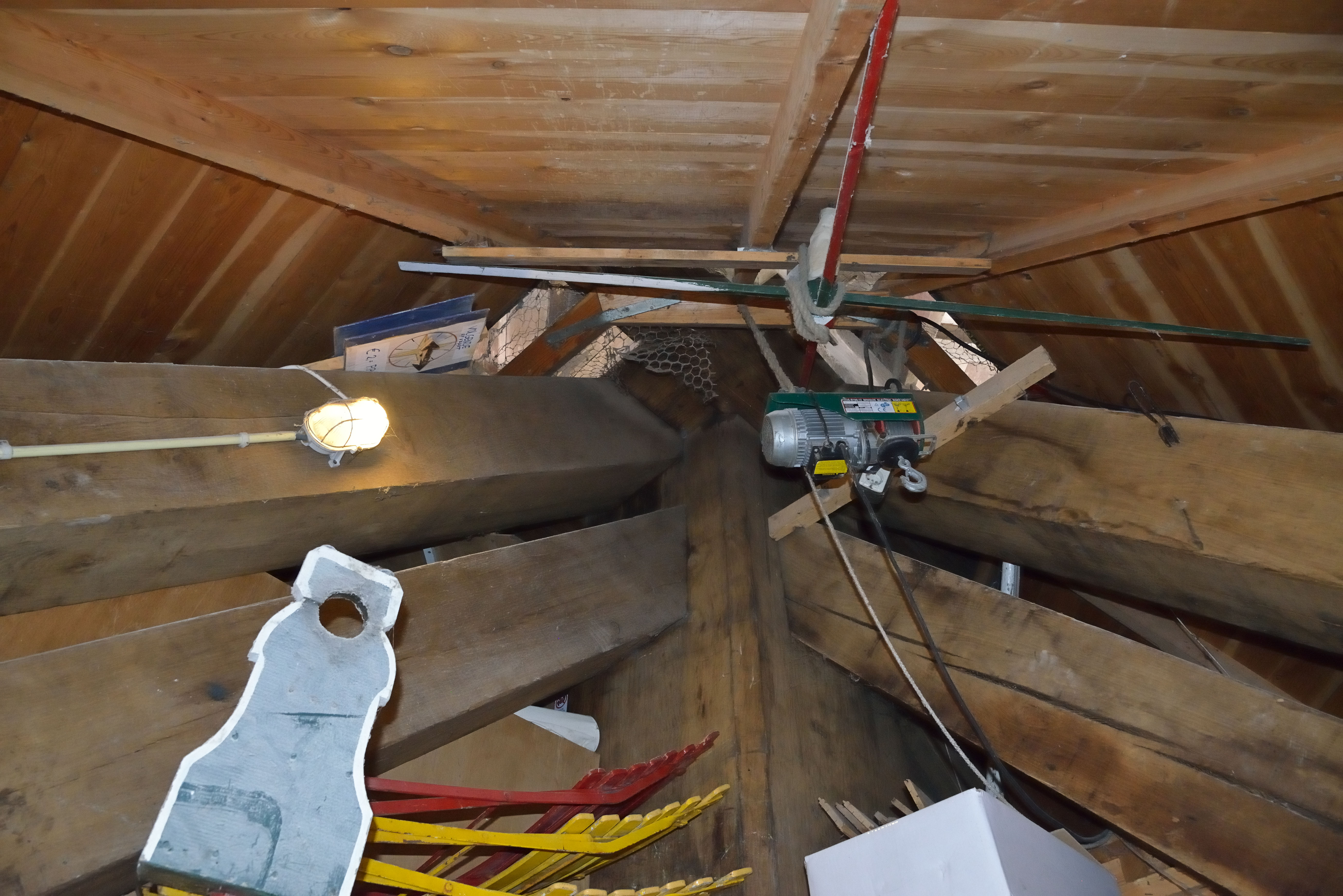
Steekbanden

## Publicatie
- Reinout van Gulick: Molen De Put. Een kwart eeuw beeldmerk van Leiden. Grafisch productiecentrum van de gemeente Leiden, 2012. ISBN 9789090267067